# Cratere Owen
Owen è un cratere sulla superficie di Marte.